# Pays du Périgord noir
 (mai 2023).
Cet article concerne la structure française d'aménagement territorial. Pour la région naturelle, voir Périgord noir (région naturelle). Pour les autres acceptions, voir Périgord (homonymie).
Le Pays du Périgord noir est une structure de regroupement de collectivités locales françaises située en Nouvelle-Aquitaine, au sud-est du département de la Dordogne. Cette structure associative œuvre dans le domaine du développement territorial.

## Historique de création
En 1988, est créée la « Maison de développement local du Sarladais », qui regroupe les communes de plusieurs cantons du grand Sarladais, sur un périmètre plus réduit que celui actuellement connu. Le Pays du Périgord Noir est retenu en 1995 par la Délégation interministérielle à l'aménagement du territoire et à l'attractivité régionale (DATAR) comme l'un des quarante-deux Pays de préfiguration à l’échelle nationale.
Le Périgord Noir est constaté Pays « Pasqua » par arrêté préfectoral du 21 octobre 1999.
En 2001, l’association « Maison de développement local du Sarladais» devient « Maison du Périgord Noir ». Elle a alors pour objet d’initier et d’animer la démarche de Pays. Elle étend son champ géographique à huit nouveaux cantons pour couvrir tout le Périgord Noir. 
Les 146 communes du Pays valident en 2003 la Charte de Pays. Le périmètre est reconnu officiellement par arrêté préfectoral en 2004.
En 2005, l’association prend le nom de « Pays du Périgord Noir », toujours utilisé aujourd’hui. La même année, le 2 avril, le premier Contrat de Pays est signé  avec la région Aquitaine et l’État.
En 2008, le Pays du Périgord Noir s’engage dans le programme européen LEADER et élabore un nouveau contrat de territoire avec la région Aquitaine. 

## Présentation
Le Périgord noir est le nom d'une ancienne région naturelle appelée également Sarladais. Avec une partie du bassin de Brive qui le borde au nord, il forme l'une des quatre appellations touristiques du Périgord, avec le Périgord blanc, le Périgord pourpre et le Périgord vert. Il tire son nom des importantes forêts de chênes verts très sombres et n'a, initialement, rien à voir avec les truffes.
Le Pays du Périgord noir se compose de six communautés de communes. Territoire de transition entre les plaines de l’Aquitaine et les contreforts du Massif central, il s’étend sur 2 273 kilomètres carrés, ce qui représente un quart du département de la Dordogne. Le territoire du Périgord noir est traversé par deux importants cours d'eau, la Dordogne et la Vézère, qui comptent de nombreux affluents. Ces cours d’eau majeurs constituent un élément incontournable du paysage et forment le support à partir duquel se sont développées l’urbanisation et l’agriculture. Ils concentrent aujourd’hui encore une forte partie de la population et des activités.
Les principaux pôles urbains sont ceux de Sarlat-la-Canéda la sous-préfecture (8 788 habitants en 2020 et 16 106 la même année pour la communauté de communes Sarlat-Périgord noir), et Terrasson-Lavilledieu (6 264 habitants en 2020 et 22 134 pour la communauté de communes Terrassonnais Haut Périgord Noir).

## Les Missions
Le Pays du Périgord Noir : 
- anime et pilote le Contrat de Développement et de Transitions (région Nouvelle Aquitaine),
- porte le volet territorial des Fonds européens,
- [Quoi ?]les outils collectifs : plateforme de formation du bâtiment ainsi que la résidence habitat jeunes,
- anime un programme de soutien aux entreprises artisanales et commerciales[8] (ACP - Région Nouvelle Aquitaine),
- Développe une bourse de l'immobilier d'entreprises en ligne[9].

Les démarches de développement territorial animées par la structure associative sont complétées par le volet planification grâce au Syndicat mixte du SCoT du Périgord Noir qui pilote l'élaboration du Schéma de cohérence territoriale. 

## Galerie

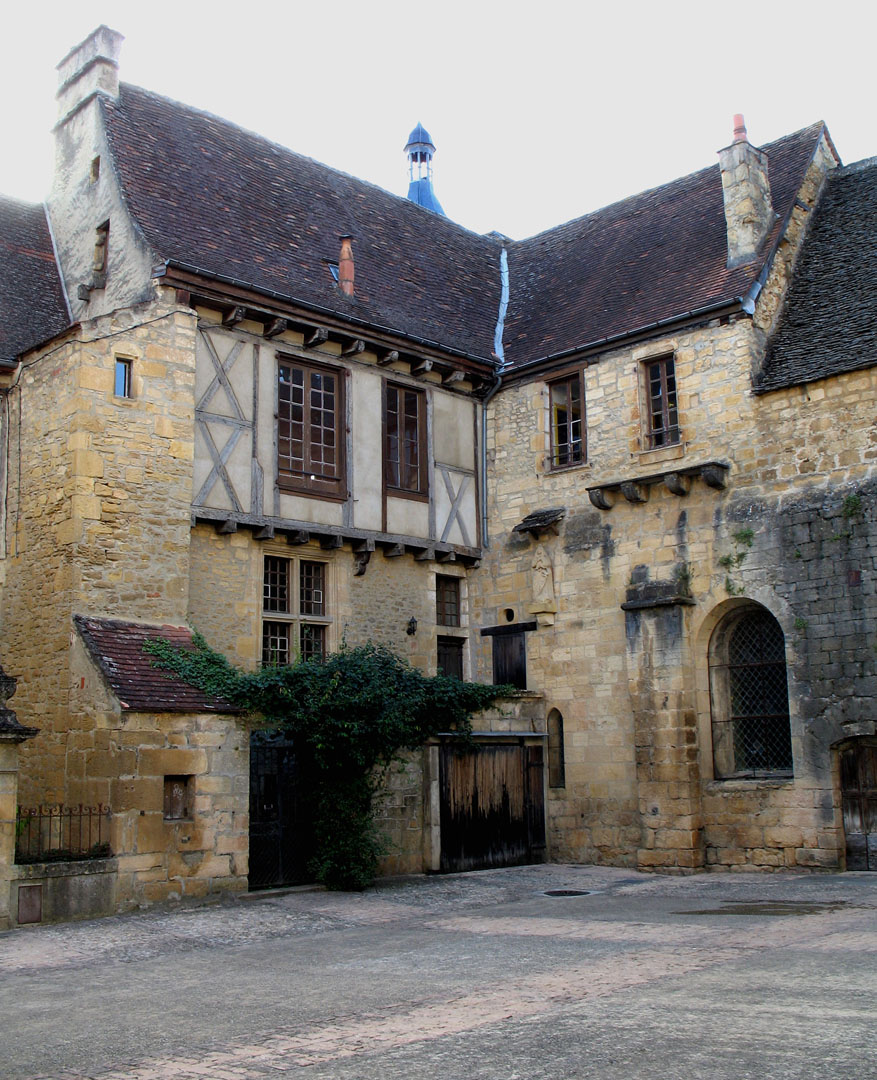
Sarlat-la-Canéda.
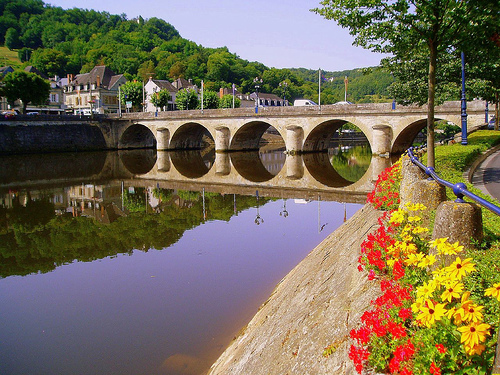
Terrasson-Lavilledieu.
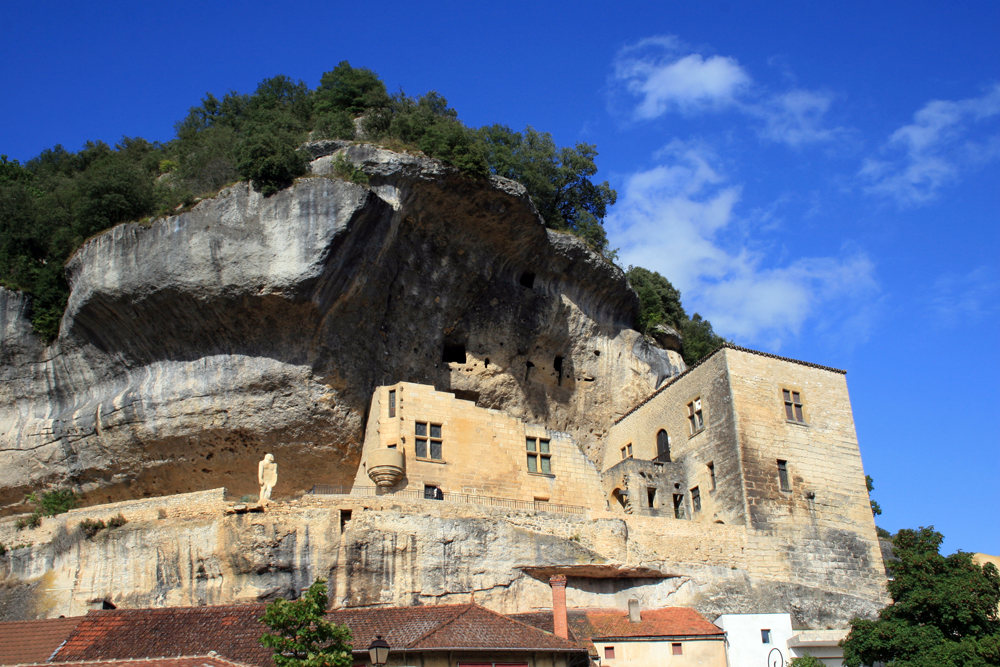
Les Eyzies-de-Tayac-Sireuil.
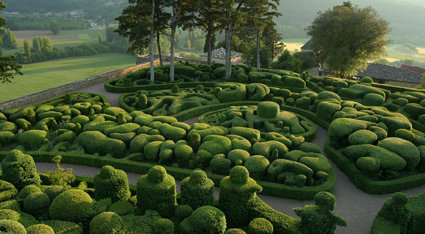
Jardins de Marqueyssac.
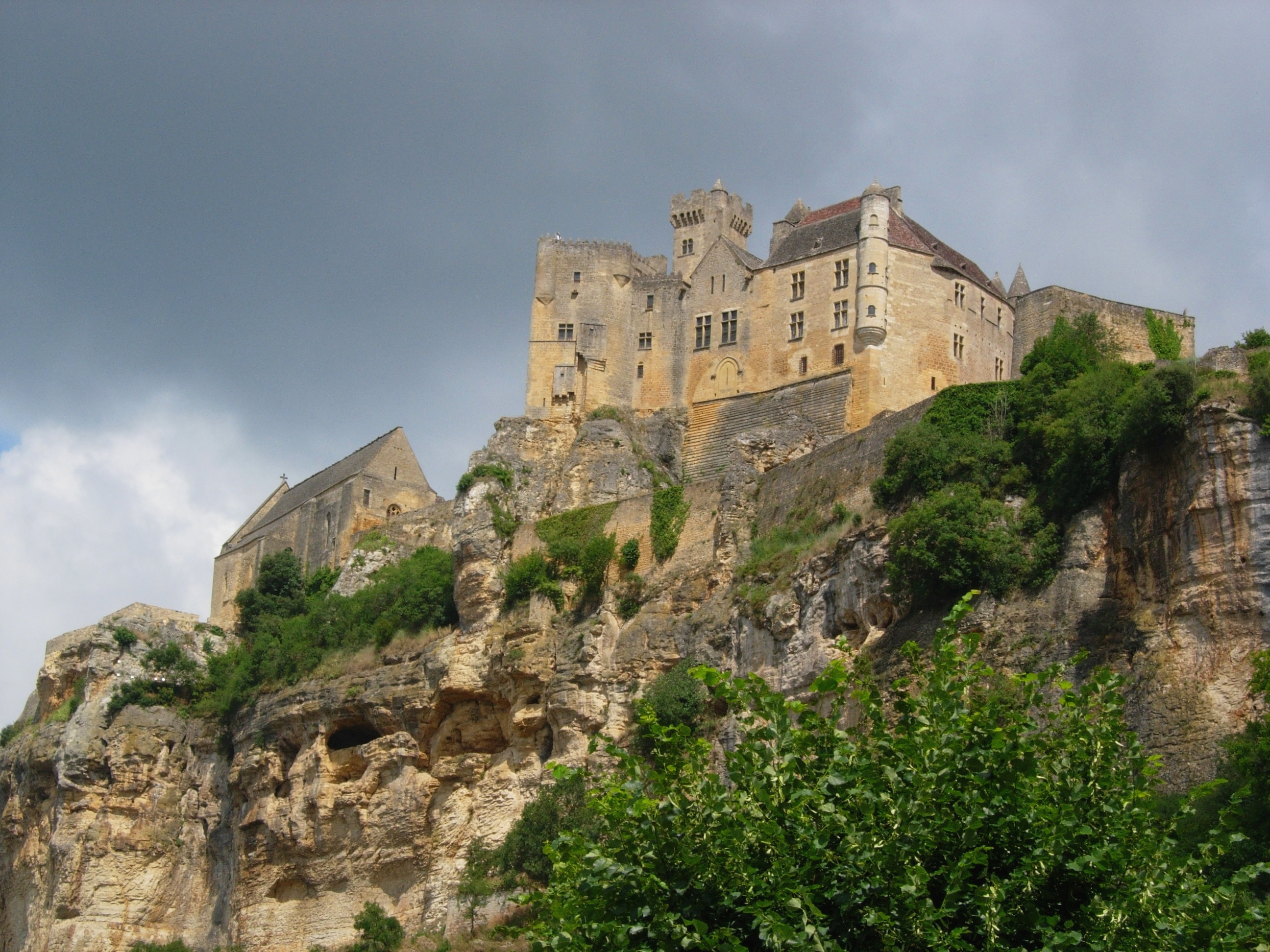
Château de Beynac.
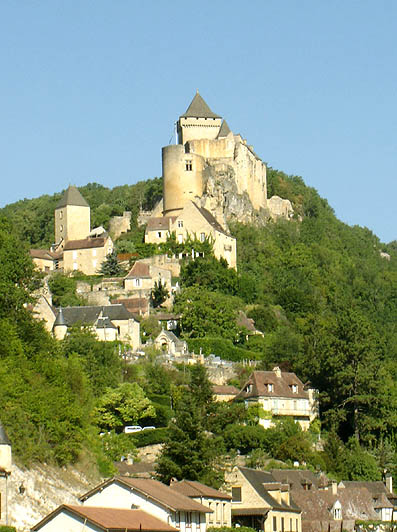
Castelnaud-la-Chapelle.
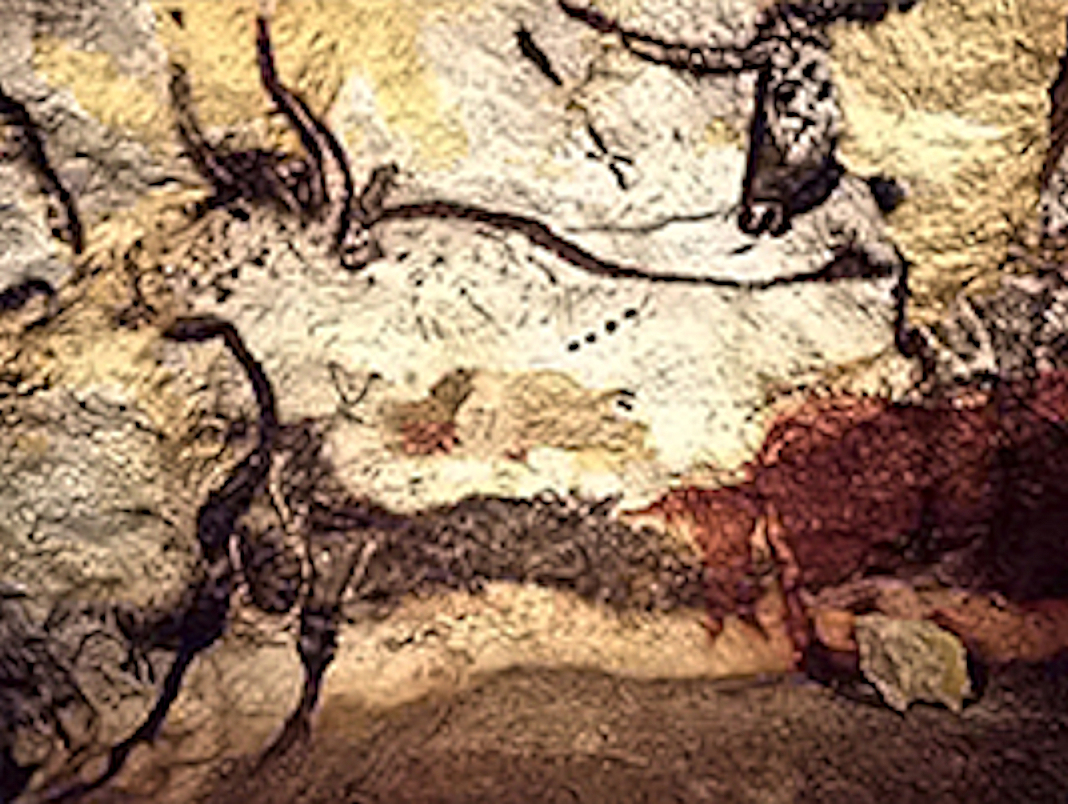
Grotte de Lascaux.
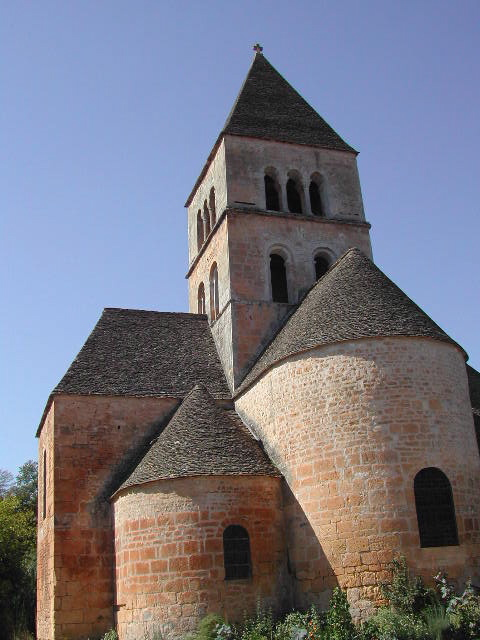
Saint-Léon-sur-Vézère.
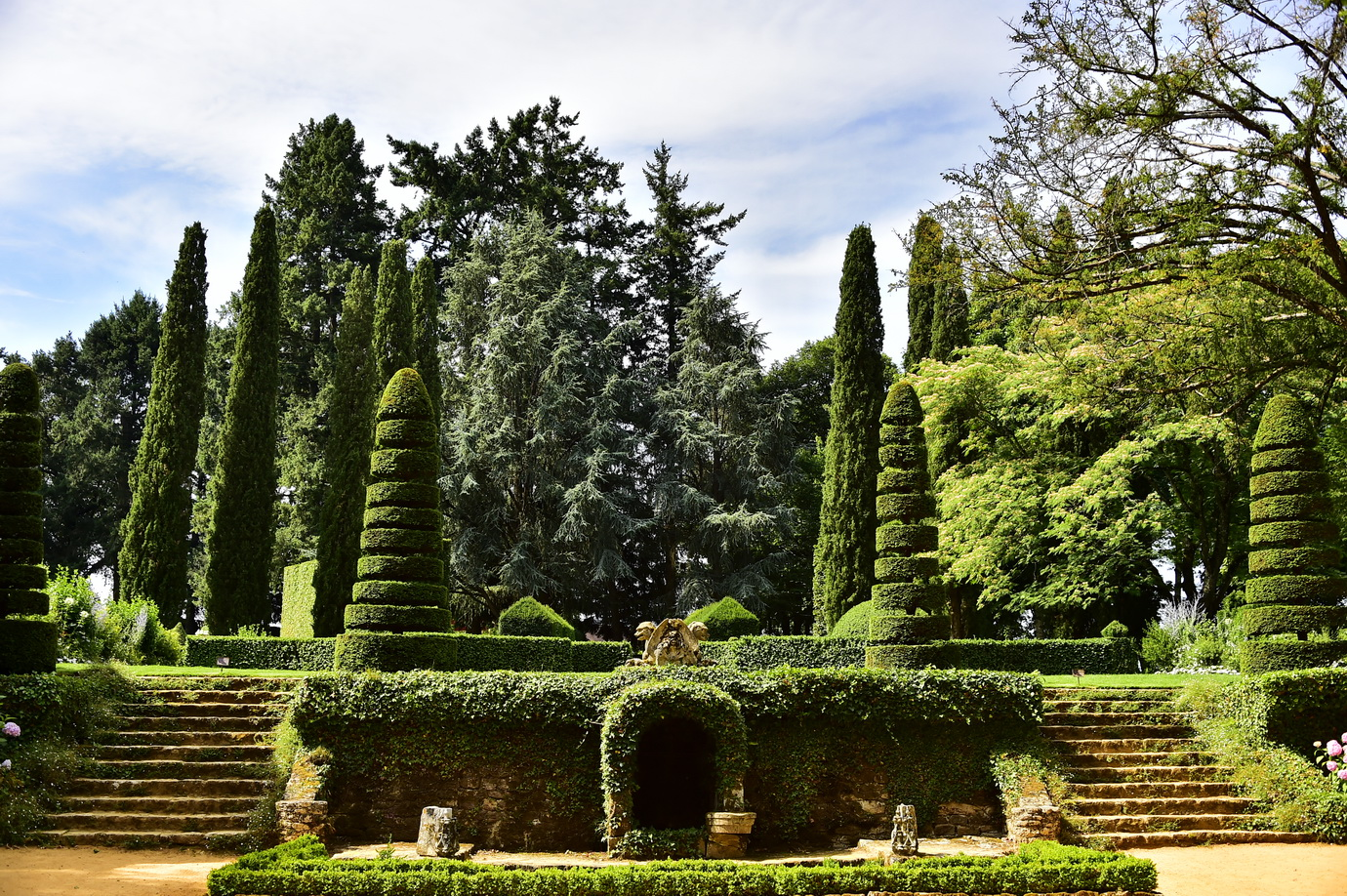
Jardins du manoir d'Eyrignac.